# 学术流动
学术流动（英語：Academic Mobility）是指高等教育的学生和教师在有限的时间内前往本国或国外的其他机构学习或教学。

## 概论
流动学生通常分为两类：自由流动学生（英語：free-movers）是完全主动旅行的学生，而项目学生（英語：programme students）则参与院系、学院、机构或国家级别的交换项目，例如伊拉斯谟计划和福布莱特计划。博洛尼亚进程规范了欧洲高等教育区内的学术流动。
根据经济合作与发展组织的数据，国际学生的流动性在过去四十年中显著增加，从1965年的25万人增加到2011年的约370万人。这些统计数据显示，国际学生的学术流动主要是为了获得学位，而不是短期留学教育。联合国教科文组织表示，有超过270万名学生在原籍国以外的国家学习。亚洲学生群体是所有在海外学校就读的学生中最大的组成部分。他们占经合组织国家国际学生总数的45%，占非经合组织国家国际学生总数的52%。
一些大学的研究人员是临时合同工，每三年左右在资金流发生变化时搬迁一次，通常是搬到另一个国家。从历史上看，这只是针对“博士后”研究项目进行的，但如今投入到合同研究的资金远远超过教学职位，因此大多数研究人员现在面临着这种方式生活。
瑞士有57%的研究人员来自其他国家，是世界上外国研究人员比例最高的国家。加拿大、澳大利亚、美国、瑞典和英国的研究人员中有30-50%来自外国。荷兰、德国、丹麦、比利时和法国的研究人员中有10-30%来自外国。巴西、西班牙、日本、意大利和印度的研究人员中有不到10%来自外国。

## 引用
1. ↑  OECD. . Paris: OECD. 2011: 320.
2. ↑  UNESCO. . Paris: UNESCO. 2006: 34.
3. ↑  Hans de Wit; Irina Ferencz; Laura E. Rumbley.  (PDF). Perspectives: Policy and Practice in Higher Education. 1. 14 May 2012, 17 (Routledge): 17–23. S2CID 153918714. doi:10.1080/13603108.2012.679752.
4. ↑  UNESCO. . Paris: UNESCO. 2005.
5. ↑  OECD. . Paris: OECD. 2006.
6. ↑  （法語） Olivier Dessibourg, "La Suisse, carrefour de la circulation des cerveaux", Le Temps, Thursday 15 November 2012, p. 14.